# Puumala orthohantavirus
Puumala orthohantavirus (PUUV) és una espècie d'Orthohantavirus que té com a hoste el talpó roig. Els humans infectats per aquest virus poden desenvolupar una febre hemorràgica amb síndrome renal (FHSR) coneguda com a nefropatia epidèmica. El Puumala ortohantavirus HFRS és letal en menys del 0,5% dels casos.
El Puumala orthohantavirus va ser descobert el 1980. El nom prové de Puumala, un municipi de Finlàndia. El virus es troba predominantment a Escandinàvia i Finlàndia, tot i que també se n'ha notificat la presència en altres llocs del nord d'Europa, Polònia i Rússia. Atès que el talpó roig (Myodes glareolus) actua com a reservori del virus, els casos de nefropatia epidèmica segueixen els cicles poblacionals dels talpons, sorgint en cicles de tres a quatre anys. Els humans s'infecten per inhalació de pols dels excrements d'aquests talpons.
S'ha teoritzat que el Puumala orthohantavirus, a diferència d'altres membres del gènere Orthohantavirus, també pot tenir efectes letals sobre el seu hoste rosegador.
L'agost de 2014, una investigadora israeliana que estudiava el comportament del talpó roig a Finlàndia, va morir després d'infectar-se per Puumala orthohantavirus.